# Moonage Daydream (película)
Moonage Daydream es una película documental de 2022 sobre el músico británico David Bowie. Escrita, dirigida y producida por Brett Morgen, la película utiliza imágenes inéditas de los archivos personales de Bowie, incluyendo imágenes de conciertos en vivo. Es la primera película autorizada oficialmente por el patrimonio de Bowie, y toma su título de la canción de Bowie de 1971 del mismo nombre.
Moonage Daydream tuvo su estreno mundial en el Festival Internacional de Cine de Cannes de 2022, donde recibió críticas positivas. Es distribuida por Neon y fue estrenada en cines y en IMAX en los Estados Unidos el 16 de septiembre de 2022.

## Producción
En 2021, Variety informó que Brett Morgen había estado desarrollando una película basada en David Bowie, “para la cual no se ha revelado un título oficial, durante los últimos cuatro años”. Es la primera película aprobada oficialmente por el patrimonio de Bowie. Trabajando en cooperación con el patrimonio, a Morgen se le concedió acceso a un archivo de cinco millones de artículos diferentes, incluyendo pinturas, dibujos, grabaciones, fotografías, películas y diarios. Tony Visconti, quien pasó años como productor de Bowie, se desempeña como productor musical de la película.

## Marketing
El 23 de mayo de 2022 se subió a YouTube un avance oficial de la película. El 27 de julio se lanzó un avance completo.

## Estreno
Moonage Daydream tuvo su estreno mundial en el Festival Internacional de Cine de Cannes de 2022 el 23 de mayo de 2022. Se estrenará en IMAX y cines de los Estados Unidos el 16 de septiembre de 2022. También se espera que sea estrenada por streaming en HBO Max en la primavera de 2023.

## Banda sonora
Para acompañar la película, el 25 de agosto de 2022 se anunció un álbum de banda sonora que contiene música de Bowie utilizada en ella. Se fijó un lanzamiento digital inicial para el 13 de septiembre de 2022, seguido de una versión en doble CD el 18 de noviembre de 2022 y un lanzamiento de triple LP en un punto no especificado en 2023. La música del álbum consta de canciones en vivo raras o inéditas, así como remixes recién creados, intercalados con monólogos del mismo Bowie.

## Recepción
En el sitio web de revisión y reseñas Rotten Tomatoes, la película obtuvo un índice de aprobación del 94% sobre la base de 33 reseñas, con una calificación promedio de 8.4/10. El consenso de los críticos del sitio web dice: "Un placer audiovisual para los fanáticos de Bowie, Moonage Daydream adopta un enfoque distintivo apropiado para uno de los artistas más volubles de la música moderna". En Metacritic, la película obtuvo un puntaje promedio de 84 sobre 100, basado en 17 críticas, lo cual indica "aclamación universal".